# Mehdi Hüseynzadə
Mehdi Hənifə oğlu Hüseynzadə (ros. Мехти Ганифа оглы Гусейн-заде; ur. 22 grudnia 1918 w Baku, zm. 16 listopada 1944 we wsi Vitovlje w obecnej Słowenii) – radziecki żołnierz narodowości azerskiej, partyzant w Jugosławii, Bohater Związku Radzieckiego (1957).

## Życiorys
W 1932 podjął studia w Azerbejdżańskiej Akademii Artystycznej, a po jej ukończeniu od 1937 studiował w Leningradzkim Instytucie Języków Obcych, w 1940 wrócił do Baku i studiował w Azerbejdżańskim Instytucie Pedagogicznym im. Lenina.
Od 1941 służył w Armii Czerwonej, w 1942 ukończył wojskową szkołę piechoty w Tbilisi i w lipcu 1942 został skierowany na front wojny z Niemcami, w sierpniu 1942 został ciężko ranny i wzięty do niewoli. Przebywał w obozach jenieckich we Włoszech i Jugosławii, gdzie założył konspiracyjną organizację antyfaszystowską. W styczniu 1944 z grupą towarzyszy zbiegł z niewoli, po czym wraz z jugosłowiańskimi partyzantami uczestniczył w ruchu oporu w Jugosławii i północnych Włoszech, dowodząc grupą wywiadowców i dywersantów, która niszczyła magazyny, zbiorniki paliwa, samochody, wysadzała mosty i likwidowała pojedynczych żołnierzy niemieckich. Zginął w niemieckiej zasadzce, gdy po otoczeniu przez Niemców i stoczeniu z nimi walki zastrzelił się ostatnim nabojem.
Uchwałą Prezydium Rady Najwyższej ZSRR z 11 kwietnia 1957 został pośmiertnie odznaczony Złotą Gwiazdą Bohatera Związku Radzieckiego i Orderem Lenina. W Baku postawiono jego pomnik. Jego imieniem nazwano szkołę średnią i ulice w miastach Azerbejdżanu.